# Gute Nacht, Herr Landstreicher!
Gute Nacht, Herr Landstreicher! (schwedisch Godnatt, herr luffare!) ist eine Geschichte von Astrid Lindgren.

## Handlung
An einem Sonntag vor Weihnachten müssen die Eltern von Anna, Inga-Stina und Sven zu einer Beerdigung. Die Kinder sollen alleine zu Hause bleiben. Daher ermahnt die Mutter sie die Tür geschlossen zu halten und niemals einen Landstreicher hineinzulassen. Dann verlassen die Eltern das Haus. Sven muss noch einmal kurz herausgehen und vergisst danach den Riegel wieder vor die Tür zu verschieben. Als es wenig später an der Tür klopft, sagt er automatisch Herein, doch herein kommen nicht seine Eltern, sondern ein Landstreicher. Inga-Sina hat Angst und weint. Da sieht der Landstreicher, dass die Kinder Glanzpapier auf dem Tisch liegen haben, um Körbchen für den Tannenbaum zu schneiden. Er nimmt sich eines der Glanzpapiere und faltet einen wunderschönen Stern daraus. Die Kinder sind begeistert. Von da an unterhält der Landstreicher die Kinder mit Zaubertricks, Schauspieleinlagen und singt für sie. Dann sagt er, dass er Hunger hat und isst gemeinsam mit den Kindern zu Abend. Nachdem er gegessen hat, verabschiedet sich der Landstreicher von den Kindern. Er sagt, dass er wiederkommt, wenn es zwei Donnerstage in einer Woche gibt.
Dann vergeht die Zeit sehr schnell. Es ist bald schon Heiligabend. Als Anna und Sven vom Fenster aus hinaus in den Schnee blicken wundern sie sich, wo der Landstreicher wohl jetzt ist. Sven überlegt noch einen Augenblick und sagt dann, dass der Landstreicher vielleicht im Kirchenspiel Locknevi unterwegs ist.

## Hintergrund
In Schweden wurde die Geschichte erstmals 1950 in der Kurzgeschichtensammlung Kajsa Kava (1952, deutsch Sammelaugust und andere Kinder) veröffentlicht.
In Deutschland erschien das Buch sowohl als Hörspiel, als auch als Hörbuch. Das Hörbuch wurde 1987 von Dietmar Mues gelesen und erschien, gemeinsam mit Pelle zieht aus, auf einer Kassette mit dem Titel Pelle zieht aus und andere Geschichten. Produziert wurde das Hörbuch von Günter Adam Strößner.
In Schweden wurde die Geschichte zu einem Theaterstück verarbeitet. In Deutschland war sie als Schattentheaterstück zu sehen.

## Hörspiel
2002 wurde vom WDR ein 12-minütiges, deutsches Hörspiel zum Buch herausgebracht. Die Regie führte Uwe Schareck, der auch die Geschichte von Astrid Lindgren zu dem Hörspiel umschrieb.

### Sprecher
| Rolle         | Sprecher           |
| ------------- | ------------------ |
| Landstreicher | Matthias Haase     |
| Mutter        | Claudia Matschulla |
| Anna          | Hannah Schareck    |
| Gretalotta    | Greta Schareck     |
| Sven          | Phillip Wegmann    |
| Moderator     | Insa Backe         |

## Verfilmung
Daniel Bergman drehte im Jahr 1988 die Verfilmung zu der Geschichte.

## In Deutschland veröffentlicht in
- Sammelaugust und andere Kinder, 1952, Verlag Friedrich Oetinger, Hamburg, illustriert von Ingrid Vang Nyman, ins Deutsche übersetzt von Karl Kurt Peters
- Im Land der Dämmerung, 1964, Verlag Friedrich Oetinger, Hamburg, illustriert von Liane Müller, ins Deutsche übersetzt von Karl Kurt Peters
- Astrid Lindgren erzählt, 1971, Verlag Friedrich Oetinger, Hamburg, illustriert von Margret Rettich, ins Deutsche übersetzt von Karl Kurt Peters
- Wenn Weihnachten kommt, 1982, Barbara Homberg (Hrsg.), Verlag Friedrich Oetinger, Hamburg, illustriert von Janosch, ins Deutsche übersetzt von Karl Kurt Peters
- Pelle zieht aus und andere Weihnachtsgeschichten, 1985, Deutsches Lesewerk, Hamburg, illustriert von Ilon Wikland, ins Deutsche übersetzt von Karl Kurt Peters
- Erzählungen, 1990, Verlag Friedrich Oetinger, Hamburg, illustriert von Ilon Wikland, ins Deutsche übersetzt von Karl Kurt Peters
- Die Puppe Mirabell und andere Geschichten, 2006, Verlag Friedrich Oetinger, Hamburg, illustriert von Ilon Wikland, ins Deutsche übersetzt von Karl Kurt Peters
- Es war eine dunkle und stürmische Nacht, 2001, Arnhild Kantelhardt (Hrsg.), Gerstenberg Verlag, illustriert von Jutta Bauer